# Sphaeromias fasciatus
Sphaeromias fasciatus är en tvåvingeart som först beskrevs av Johann Wilhelm Meigen 1804.  Sphaeromias fasciatus ingår i släktet Sphaeromias och familjen svidknott. Arten är reproducerande i Sverige. Inga underarter finns listade i Catalogue of Life.

## Bildgalleri

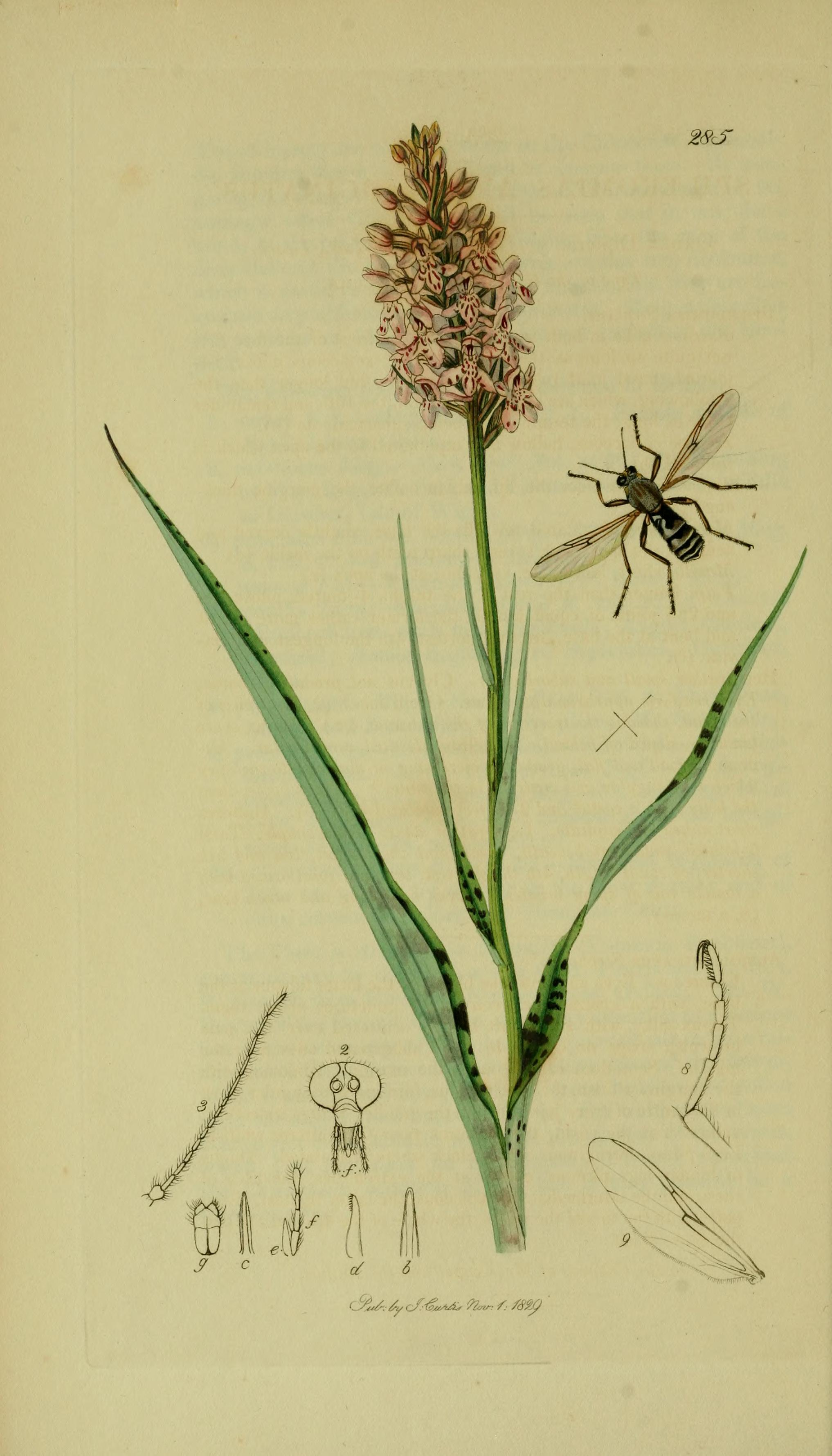